# Злобовская практическая школа садоводства
Злобовская практическая школа садоводства — учебное заведение, существовавшее в начале XX века в деревне Злобовка Саратовской губернии (сейчас — в 5 км от села Песчаный Умёт Саратовского района). Основана в 1902 году Николаем Павловичем Корбутовским (1865—1917). До 1913 года называлась школой садовых рабочих.
Специализировалась на обучении детей основным практическим и теоретическим знаниям по садоводству, огородничеству, древоводству. Школа давала возможность детям из бедных крестьянских семей получить специальность, стать полезным работником.
В настоящее время на месте питомника при школе располагается Злобовский лес — декоративный питомник, ботанический заказник.

## История

Основатель школы — Николай Павлович Корбутовский

Николай Павлович Корбутовский был широко известен своими самыми изобильными на юго-востоке России древесными питомниками и семенным хозяйством. Владел в Саратове собственным магазином семян и цветов на Соборной улице (сейчас в этом доме располагается прокуратура Волжского района города Саратова) и магазином цветов на Немецкой улице, 16 (рядом с нынешним кинотеатром «Пионер»). Многочисленные оранжереи занимали в Саратове целый планный квартал 19, ограниченный улицами Цыганской, Аткарской, Нижней и Губернаторской (ныне здесь троллейбусное и трамвайное депо).
В 1902 году на собственные деньги основал школу садовых рабочих в своём дворянском имении около деревни Злобовке, которая летом 1913 года была преобразована в практическую школу садоводства.
Понимая важное значение начатого Корбутовским дела, на содержание школы стало отпускать средства Главное управление земледелия и землеустройства; стали выдавать пособия Саратовские губернское и уездное земства. В 1914 году Корбутовский принял на себя примерно 1/3 расходов по школе (1927 рублей), остальные составили стипендии и пособия указанных учреждений. В 1916 году, в связи с прогрессирующей из-за войны дороговизны содержания и обучения учащихся, Корбутовский вложил уже 3615 рублей, так как только при его вкладах школа имела возможность продолжать существовать.
После Октябрьской революции в конце ноября 1917 года школа ещё существовала. Ей было присвоено имя основателя — Николая Павловича Корбутовского. После его смерти в 1917 году попечителем школы стала вдова Наталья Николаевна Корбутовская. Дороговизна содержания и обучения, невозможность достать продукты, одежду, обувь для учеников заставили искать пути и средства, чтобы избежать приостановки обучения в школе и роспуска учеников. Одним из шагов было увеличение попечителем отпускаемых средств на школу вдвое. Совет школы обратился к общественным организациям, Саратовскому уездному земскому собранию с ходатайствами об увеличении субсидий школе. Однако земские учреждения ничем помочь не могли, так как были ликвидированы новой властью. Предположительно вместе с ними прекратила существование и Злобовская практическая школа садоводства имени Н. П. Корбутовского.

## Деятельность школы

Заметка о качестве обучения в школе Корбутовского (1910 год)

## Злобовский лес
Под полог естественного леса Н. П. Корбутовский высаживал растения из Западной Европы, Северной Америки, Кавказа, Сибири. Многие из них акклиматизировались и выжили в условиях местного засушливого климата.
Во времена школы питомник занимал 1500 десятин земли (около 16.35 кв. км.). Питомник пользовался известностью в Саратовской губернии. Выращивались саженцы плодовых и лесных культур. Прилегающие к питомнику лесные участки дубрав использовались для экспериментальной высадки экзотов под полог леса.
В советский период в течение десятилетий после закрытия школы растения сохранились без ухода.
В настоящее время на территории питомника сохраняются посадки, в которых произрастают дендрологические редкости, относящиеся к 54 видам и формам.
Злобовский лес был объявлен ботаническим заказником в 1982 году. С 1997 до 2007 года имел статус памятника природы регионального значения. В настоящее время предлагается к рассмотрению в качестве ботанического парка.
В Злобовском лесу по сей день проводятся экскурсии учащихся.